# 캐나다 리

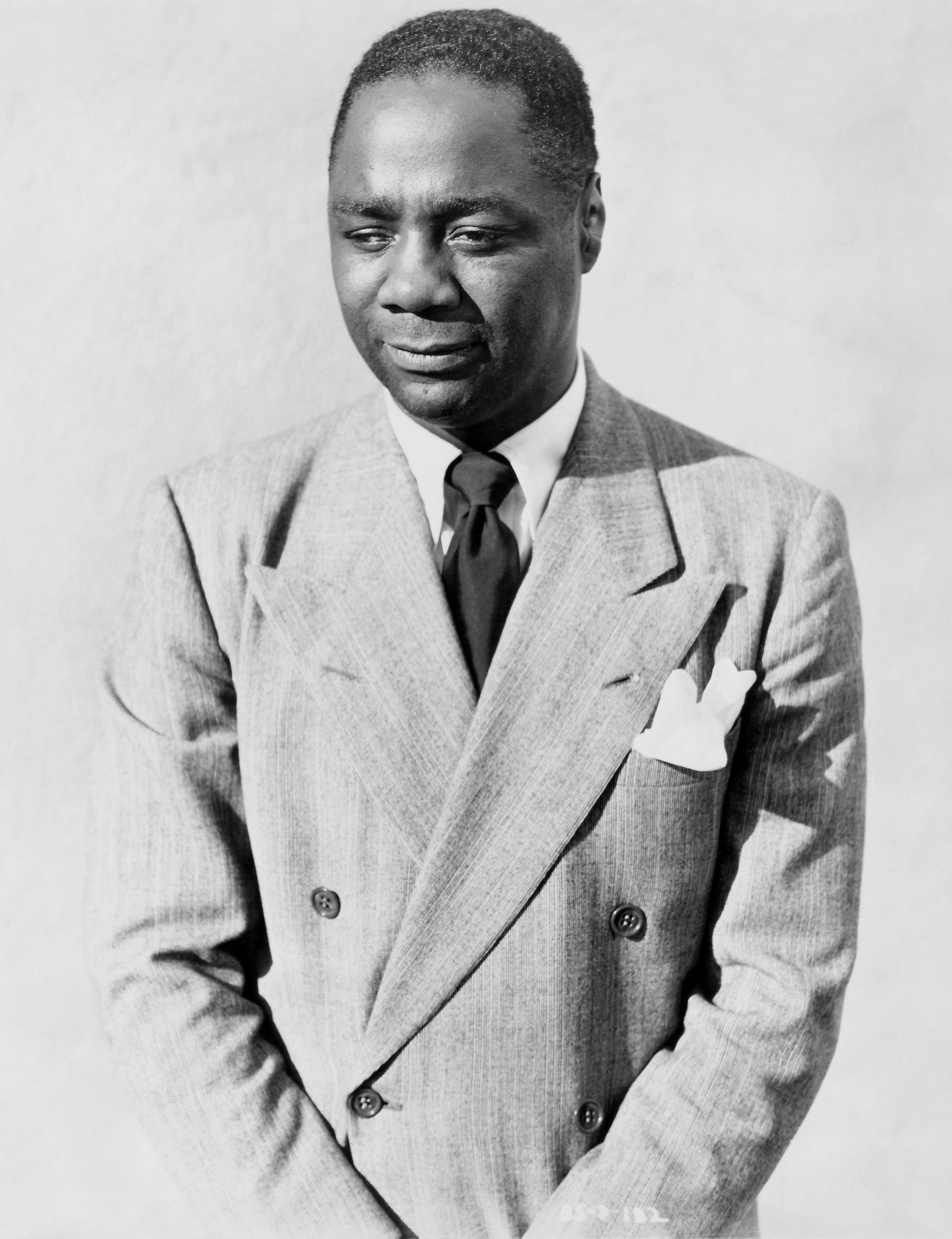

캐나다 리(Canada Lee, 1907년 3월 3일 ~ 1952년 5월 9일)는 미국의 밴드리더, 연극 배우, 영화배우, 기수, 권투 선수이다.
맨해튼에서 태어났으며 뉴욕에서 사망하였다. 사인은 심근 경색이다.

## 영화
- 내 사랑 나의 조국 (1951년)
- 잃어버린 경계선 (1949년)
- 육체와 영혼 (1947년)
- 구명 보트 (1944년)